# General Atomics Avenger
El GM Avenger o Avenger (anteriormente Predator C) es un vehículo aéreo de combate no tripulado construido por la General Atomics para el Ejército de los Estados Unidos. 
A diferencia de los anteriores UCAV (MQ-1 Predator y MQ-9 Reaper), este es propulsado por un motor de reacción y su diseño presenta características furtivas, tales como el almacenamiento interno de armas y una forma que reduce su huella térmica y de radar. 
Su primer vuelo ocurrió el 4 de abril de 2009. Actualmente se encuentra en etapa extensiva de prueba.

## Historia operacional

### Despliegue en Afganistán
En diciembre de 2011, la fuerza aérea estadounidense anunció el ordenamiento de un Avenger y su despliegue operacional en Afganistán. "La aeronave se utilizará para pruebas y proporcionará un incremento en la capacidad de armamento, sensores y carga con mayor velocidad de alcance de objetivos que el MQ-9 Reaper UAS", mencionó la USAF en un comunicado.
"Debido a que únicamente cuenta con una bahía de armamento y cuatro puntos rígidos en cada ala, que permiten mayor flexibilidad y posibilidad para equipar una amplia gama de sensores y armamento de nueva generación.". La aeronave enviada fue el prototipo inicial Tail 1. Esto generó rumores sobre su utilización para espiar a Irán y Pakistán, debido a su capacidad furtiva, mientras que el espacio aéreo afgano está libre de misiles guiados por radar así como otro tipo de armamento antiaéreo. Asimismo este anuncio sucede dos semanas después del incidente RQ-170 entre Irán y Estados Unidos.

### Exportación
GA ha ofrecido el Avenger C a Canadá como propuesta para su Joint Unmanned Surveillance and Target Acquisition System (JUSTAS)(Sistema de Objetivos y Vigilancia no Tripulada Conjunta).

## Especificaciones (Avenger C)
Referencia datos: Defense Update

### Características generales
- Tripulación: 2 (Controladores de tierra)
- Longitud: 13 m (42,7 ft)
- Envergadura: 20,1 m (66 ft)
- Peso máximo al despegue: 8255 kg (18 194 lb)
- Planta motriz: 1× turboventilador Pratt & Whitney 545B.
  - Empuje normal: 21,3 kN (2172 kgf; 4788 lbf) de empuje.

### Rendimiento
- Velocidad máxima operativa (Vno): 740 km/h (460 MPH; 400 kt)
- Velocidad crucero (Vc): 647 km/h (402 MPH; 349 kt)
- Alcance: 18 horas
- Techo de vuelo: 15 240 m (50 000 ft)

### Armamento
- Puntos de anclaje: 5 para cargar una combinación de:  
  - Bombas:
- GBU-24 Paveway III
- GBU-12/ 49
- GBU-32/ 38 JDAM/ 39/ 16/ 48
- GBU-31 JDAM
- GBU-38 Small Diameter Bomb  
  - Misiles:
- AGM-114 Hellfire

### Aviónica
- Lynx Radar de Apertura Sintética
- AESA Wide area surveillance sensor